# Komisja Nadzwyczajna „Przyjazne Państwo” do spraw związanych z ograniczaniem biurokracji

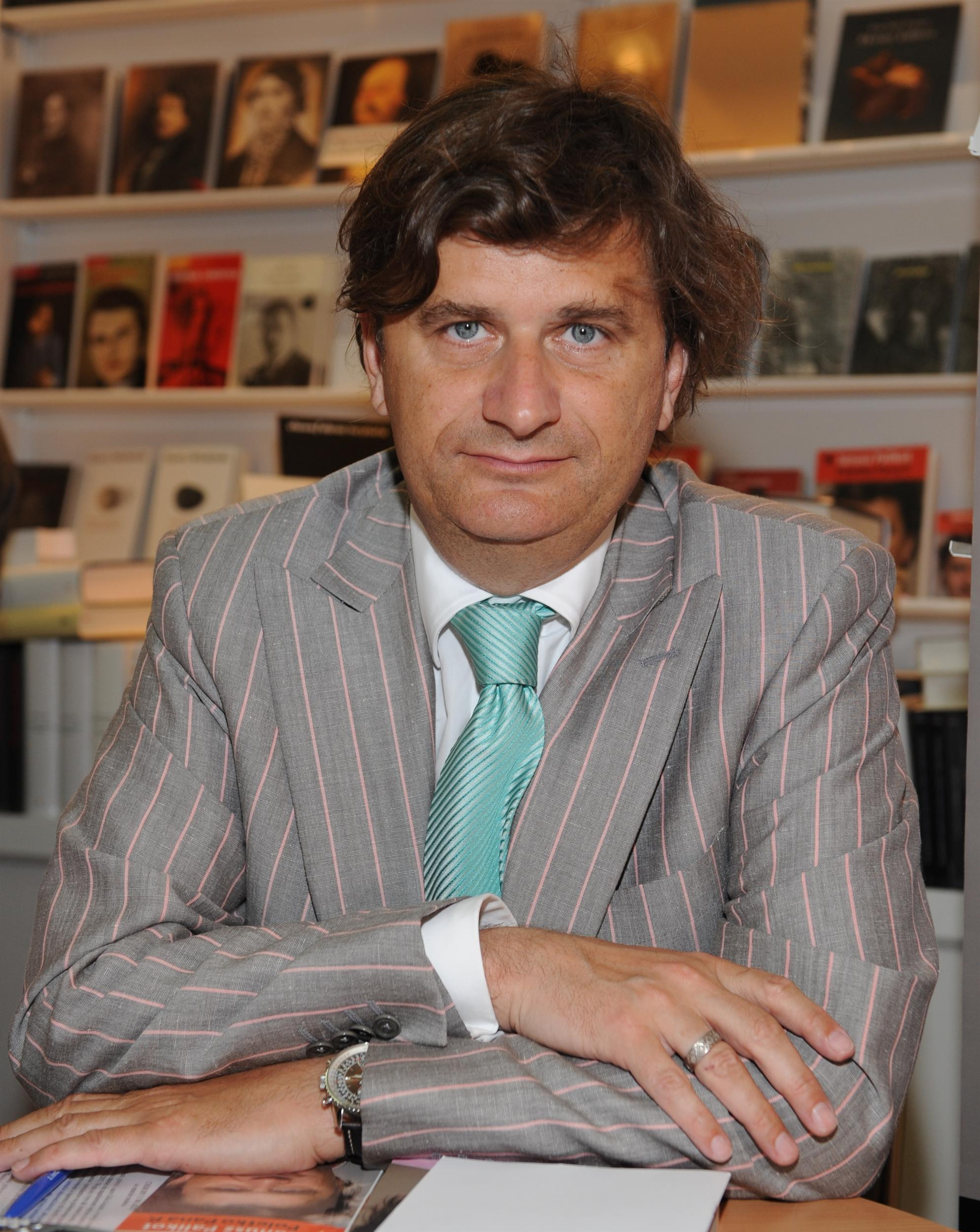
Janusz Palikot

Komisja Nadzwyczajna „Przyjazne Państwo” do spraw związanych z ograniczaniem biurokracji (NPP) – nadzwyczajna komisja sejmowa powołana w trakcie VI kadencji Sejmu, 20 grudnia 2007 roku do spraw związanych z ograniczaniem biurokracji. Jej pierwszy skład powołano 11 stycznia 2008, działała do końca kadencji.
Do zakresu działań Komisji należały: przegląd i analiza przepisów w celu wskazania przepisów niejasnych, niespójnych, nieskutecznych, zbędnych lub nadmiernie regulujących; przygotowanie tez dotyczących niezbędnych zmian w ustawodawstwie; występowanie z inicjatywą ustawodawczą w celu realizacji tych tez oraz rozpatrywanie projektów ustaw dotyczących spraw związanych z ograniczaniem biurokracji.
Ocenia się, że komisja „Przyjazne Państwo” była projektem politycznym Janusza Palikota, jej pierwszego przewodniczącego i nie spełniła pokładanych w niej nadziei. Podjęła 152 inicjatywy, z czego 88 zostało uchwalonych.

## Skład komisji
Na koniec VI kadencji Sejmu NPP liczyła 7 posłów.
- Adam Szejnfeld (PO) – przewodniczący
- Marek Wikiński (SLD) – zastępca przewodniczącego
- Krzysztof Borkowski (PSL) – zastępca przewodniczącego
- Michał Marcinkiewicz (PO)
- Henryk Siedlaczek (PO)
- Piotr Tomański (PO)
- Jacek Żalek (PO)